# Friesland (Wisconsin)
Pour les articles homonymes, voir Friesland.
Friesland est un village du comté de Columbia, dans l'État du Wisconsin, aux États-Unis. En 2020, il comptait une population de 320 habitants.